# Jake Miller
Jacob Harris Miller (Washington D. C., 28 de noviembre de 1992), más conocido como Jake Miller, es un rapero, cantante, compositor y músico estadounidense.

## Carrera musical
Miller aprendió a tocar el piano, la batería y la guitarra a una edad temprana, las habilidades que ha incluido en su carrera musical. Durante sus años de escuela secundaria, publicó varios videos caseros en YouTube. En marzo de 2011, Miller realizó su primer show en vivo, abriendo para el rapero Snoop Dogg en Pompano Beach, Florida. Poco después, abrió al rapero Mac Miller en Fort Lauderdale, Florida. 
En mayo de 2011, Miller ganó el Samsung T-Mobile USA nacional "Kick it With the Band", competencia de talento. Como ganador del gran premio, Miller recibió 35.000 dólares que se utilizaron para su carrera musical, así como un video con la celebridad de YouTube Keenan Cahill. Jake actuó junto a Flo Rida, Sean Kingston y Asher Roth en el concierto "Think Pink Rocks" en West Palm Beach, Florida, en noviembre de 2011. El evento habló sobre la conciencia del cáncer de pecho que fue patrocinado por Steve Rifkind y SRC Records. En diciembre de 2011, Jake realizó el concierto anual Y-100 Jingle Ball, junto con Cody Simpson y We the Kings. Miller realizó en vivo el Orange Drive Miami Beach Music Festival en la víspera de Año Nuevo de 2011, en el que Jason Derulo, Cee Lo Green, Ne-Yo, Gym Class Heroes y Cobra Starship
también participaron. El 11 de marzo de 2012, Jake participó del Stage Planet Pit y Power Stage 96 en el famoso Festival de la Calle Ocho en Miami, frente a una multitud estimada en más de 200.000 personas. En septiembre, Miller realizó con Austin Mahone y Sammy Adams el Y-100 Pep Rally en Miami. También colaboro con la boyband Big Time Rush en su álbum (edición deluxe) 24/Seven.
Miller lanzó su EP Spotlight el 29 de julio de 2012. Uno de sus sencillos del EP "What I Wouldn't Give" estuvo en varias radios de Estados Unidos como SiriusXM Radio's Top 20 on 20 (Channel 3) y clasificado cerca de la cima 50 en Top 40 Radio chart. Él también ha lanzado videos para la mayoría de las canciones de su EP como "Day Without Your Love" y "Runnin".
Miller recibe su inspiración musical a partir de una amplia gama de artistas como Drake, Macklemore, Lil Wayne, Big Sean, John Mayer y Jack Johnson.
El 16 de enero de 2013, Miller firmó con Music E1.
El 18 de noviembre de 2013, Jake firmó con la discográfica Warner Brothers Records.

## Vida personal
Jake tuvo que dejar la escuela para poder dedicarse a la música. Sus padres le dieron un año en el cual él debía esforzarse al máximo para impulsar su carrera, y si desafortunadamente no lograba nada tenía que abandonar la música y volver a la escuela y a su vida normal. Se dedicó a comprar material para grabar su música y a subir y mandar vídeos, lamentablemente perdió muchos amigos por estar todos los días encerrado en su habitación, pero sin darse cuenta de que llegarían nuevos y mejores amigos. Su familia lo siguió apoyando, su padre Bruce Miller, su madre Lee Miller y su hermana Jenny Miller. Jake mantenía una relación con Madison Bertini desde el 2009, finalizando esta recientemente tras 8 años de noviazgo.[cita requerida]

## Discografía
Sencillos
- 2012: Like Me
- 2012: Hold On (con Hi-Rez)
- "Day Without Your Love" (agosto de 2012)
- "Runnin'" (junio de 2012)
- "I'm Alright" (2012)
- "What I Wouldn't Give" (2012)
- "The Drive Thru" (2012)
- "Hey You!" (2012)
- "Say The Word" (2012)
- "The Fast Lane" (2012)
- "On The Move" (2012)
- "On My Way" (2012)
- "A Million Lives" (2012)
- "Settle Down" (con Hi-Rez, enero de 2013)
- "Beast Mode" (2013)
- "Let You Go" (2013)
- "Glow" (con Gene Noble, 2013)
- "Goodbye" (con Britney Holmes, septiembre 2013)
- "Steven" (2013)
- "See Ya Soon" (2013)
- "Collide" (septiembre 2013)
- "Hollywood" (noviembre de 2013)
- "High Life" (con Jeremy Thurber, noviembre de 2013)
- "Me and you" (noviembre de 2013)
- "My couch" (noviembre de 2013)
- "Homeless" (noviembre de 2013)
- "Carry on" (noviembre de 2013)
- "Heaven" (noviembre de 2013)
- "Puppet" (noviembre de 2013)
- "Number one rule" (noviembre de 2013)
- "First Flight Home"(agosto de 2014)
- "Party In The Penthouse" (noviembre de 2014)
- "Ghost" (noviembre de 2014)
- "Dazed and Confused" (noviembre de 2014)
- "Lion Heart" (noviembre de 2014)
- "Rumors" (julio de 2015)
- "Selfish Girls" (julio de 2015)
- "Sunshine" (octubre de 2015)
- "Yellow Lights" (noviembre de 2015)

 EPs 
- Spotlight (29 de julio de 2012)
- The Road Less Traveled (9 de abril de 2013, E1 Music)
- Dazed and Confused (4 de noviembre de 2014)
- Rumors (julio 2015)

 CD 
- Us Against Them (5 de noviembre de 2013)

## Vídeos musicales
- What I Wouldn't Give (enero de 2012)
- I'm Alright (marzo de 2012)
- Beast Mode (abril de 2012)
- Runnin (junio de 2012)
- Whistle (julio de 2012)
- Day Without Your Love (agosto de 2012)
- Hold On , Feat. Hi-Rez (septiembre de 2012)
- Like Me (octubre de 2012)
- A Million Lives (noviembre de 2012)
- Collide (octubre de 2013)
- Collide Acoustic (diciembre de 2013)
- Me and you Acoustic (febrero de 2014)
- First Flight Home (agosto de 2014)
- Dazed and Confused (abril de 2015)
- Rumors  (julio de 2015)
- Selfish Girls (julio de 2015)

## Apariciones como invitado
- (2012) Davina Leone - "Up All Night"
- (2012) Jeremy Thurber - "Don't Judge Me"
- (2012) BDG - "Bout To Blow"
- (2013) Big Time Rush - "Lost In Love"
- (2015) Sweet California - "Wonder Woman"